# Повірочна плита

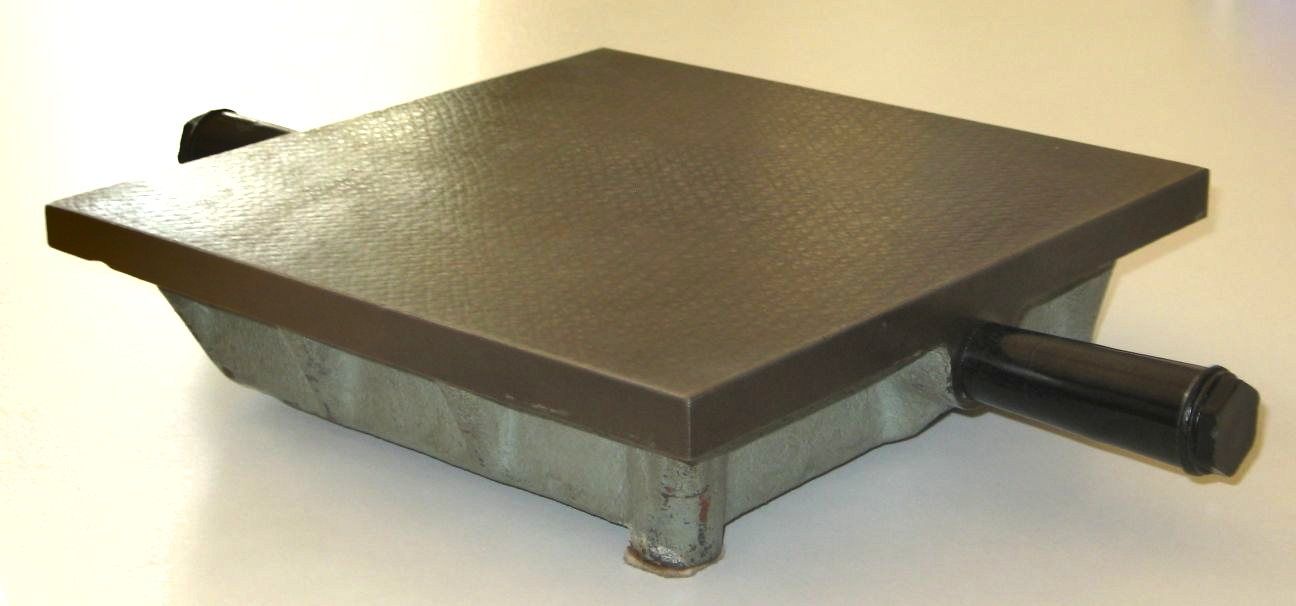
Повірочна чавунна плита з розміром 250x250 мм

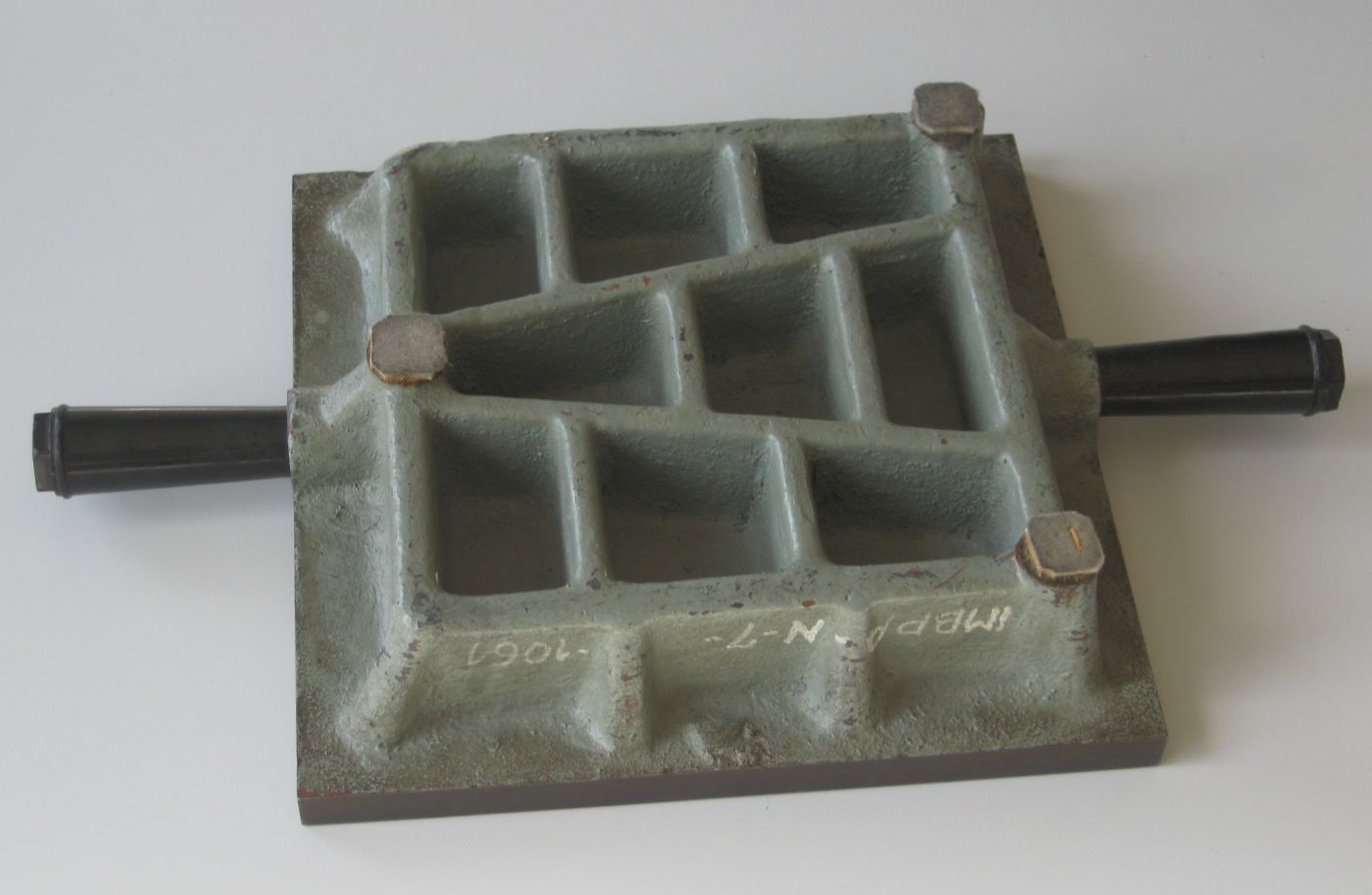
Повірочна чавунна плита (вид знизу)

Пові́рочна плита́ або переві́рна плита́ (англ. surface plate) — металева (чавунна) або гранітна плита з нормованою площинністю і шорсткістю поверхні та використовується:
- для контролю площинності деталей та розмічальних робіт;
- як встановлювальна поверхня при складанні, вимірюваннях та повірках.

## Повірочні плити за ГОСТ 10905-86
В Україні стосовно повірочних та розмічальних плит діє міждержавний стандарт ГОСТ 10905-86, на повірочні і розмічальні плити з чавуну та твердокам'яних порід (гранітні плити) розмірами до 2500×1600 мм та рекомендації по контролю засобів вимірювання МИ 2007-89.
Розміри плит варіюються від 250×250 мм до 2500×1600 мм. В залежності від матеріалу, методу обробки поверхонь і конструктивних особливостей для плит вказують номер виконання, від 1 до 5. Оскільки повірочні плити є засобом вимірювання, то їм призначається клас точності (див. нижче).
За стандартом плити повинні виготовлятися наступних виконань:
- чавунні:

1 — з ручним шабруванням робочих поверхонь;
2 — з обробленими механічно робочими поверхнями;
- гранітні:

3 — плити без бортових затискачів, з нормованими допусками перпендикулярності бічних поверхонь до робочої поверхні і взаємної перпендикулярності бічних поверхонь;
4 — плити з двома бортовими затискачами і нормованим допуском перпендикулярності двох бокових поверхонь до робочої поверхні;
5 — плити з чотирма боковими затискачами і нормованим допуском перпендикулярності бокових поверхонь до робочої і взаємної перпендикулярності бокових поверхонь одного з кутів плити.
Плити виготовляються за класами точності:
000 — з допуском на відхилення від площинності від 1,2 мкм для найменших за розмірами до 4 мкм для найбільших;
00 — з допуском від 2 мкм до 8 мкм;
0 — з допуском від 4 мкм до 16 мкм;
1 — з допуском від 8 мкм до 30 мкм;
2 — з допуском від 16 мкм до 60 мкм;
3 — з допуском від 30 мкм до 120 мкм.
Для відновлених плит, що були у вжитку можуть також призначатись класи точності 4 і 5. Для кожного класу нормується відхилення робочої поверхні від площини та її шорсткість. Для окремих виконань нормують якість обробки і перпендикулярність бокових поверхонь.
Твердість робочої поверхні чавунних плит повинна становити 170…229 НВ. Різниця у твердості на будь-яких ділянках поверхні однієї плити не повинна перевищувати 10 НВ для плит розмірами до 630×400 мм і 15 НВ для плит розмірами понад 630×400 мм.
Гранітні плити повинні виготовлятись з діабазу, габро і різного типу гранітів, що мають границю міцності на стиск не менше 264,9 МПа. Матеріал повинен мати однорідну структуру. Колір кожної плити повинен бути однорідним.
Приклад умовного позначення плити виконання 1, 0-го класу точності, розмірами 1000 х 630 мм:
Плита 1-0-1000х630 ГОСТ 10905-86

## Повірочні плити за ISO 8512
Для повірочних плит чавунних за ISO 8512-1:1990 та гранітних за ISO 8512-2:1990 регламентуються розміри від 160×100 мм до 2500×1600 мм та чотири класи точності:
- клас 0 передбачає відхилення від площинності від 3 мкм (для найменшої) до 7 мкм (найбільшої);
- клас 1 передбачає відхилення від площинності від 6 мкм (для найменшої) до 14 мкм (найбільшої);
- клас 2 передбачає відхилення від площинності від 12 мкм (для найменшої) до 28 мкм (найбільшої);
- клас 3 передбачає відхилення від площинності від 25 мкм (для найменшої) до 56 мкм (найбільшої).

Мінімальна твердість плити, виготовленої з сірого чавуну повинна становити 150 HB.